# IC 2238
IC 2238 је појединачна звијезда у сазвјежђу Рак која се налази на листи објеката дубоког неба у Индекс каталогу.
Деклинација објекта је + 24° 39' 42" а ректасцензија 8h 14m 8,6s.